# Luis Arce
Luis Alberto Arce Catacora (La Paz, 28 september 1963) is een Boliviaans politicus. Sinds 8 november 2020 is hij de president van Bolivia.
Arce is lid van de linkse Beweging naar het Socialisme (MAS). Hij was gedurende twee periodes (van 2006 tot 2017 en in 2019) minister van Economie en Openbare Financiën onder president Evo Morales. Bij de algemene verkiezingen in oktober 2020 trad Arce aan als presidentskandidaat namens de MAS. Hij werd meteen in de eerste ronde verkozen door onder anderen oud-president Carlos Mesa te verslaan. Op 8 november 2020 werd hij geïnstalleerd als president van Bolivia. Hij volgde daarmee Jeanine Áñez op, die het presidentschap sinds november 2019 waargenomen had.